# 雅各的天梯 (聖赫勒拿)

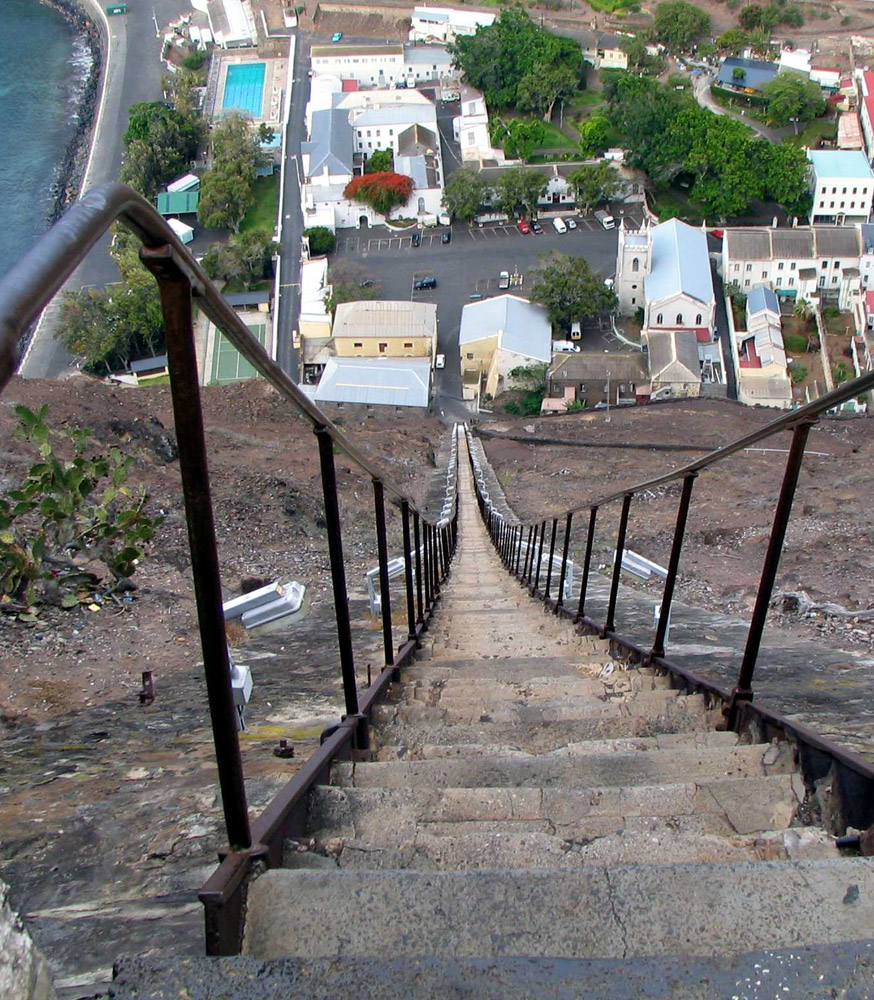

雅各的天梯（英語：Jacob’s Ladder）是位於南大西洋聖赫勒拿詹姆斯敦的一處階梯。這裡原本为纜車道，修建於1829年。1871年，纜車被撤除，留下陡峭的階梯。現在雅各的天梯是英國的I級登錄建築。

## 外部連結
- 维基共享资源上的相關多媒體資源：雅各的天梯